# Det Usete Universitet
Det Usete Universitet (eng.: Unseen University) er hjemsted og læreanstalt for Diskverdens troldmænd i Terry Pratchetts romaner. Universitetet ligger i bystaten Ankh-Morpork.
I 1999 udnævnte Pratchett både Professor i matematik Ian Stewart og formeringsbiolog Jack Cohen til "Ærestroldmænd af det Usete Universitet" ved samme ceremoni hvor University of Warwick udnævnte ham til æresdoktor.